# Toño Vega
Antonio Vega Espejo, más conocido como Toño Vega (Lima, 8 de mayo de 1964), es un actor, director de cine, televisión y teatro peruano.
En tercero de secundaria formó un círculo de teatro entre sus compañeros. Al terminar el colegio ingresó a la Escuela Nacional de Arte Dramático.
A los 20 años, el director de cine Francisco Lombardi lo llamó para filmar la película La ciudad y los perros, tres años después actuó en La fuga del Chacal, en 1988 fue Vitín Luna en La boca del lobo, en 2017 fue Bernales en La Hora Final y también participó en Tinta roja (2000) y El elefante desaparecido (2014).
Recordado por novelas como Bajo tu piel (1986), Malahierba (1986), Vírgenes de la cumbia (2005), Obsesión (1996), La noche (1996), Vidas prestadas (2000), Clave 1 médicos en alerta (2009), Así es la vida (2008) y Solamente Milagros (2012).
Su debut como director, fue en la serie de televisión Así es la vida, Al fondo hay sitio, De vuelta al barrio, Cazando a un millonario, Besos robados, entre otras.
Está divorciado de la  productora Susana Bamonde con quien tuvo una hija, la actriz Mariajosé Vega.